# Audiencia Provincial de Albacete
La Audiencia Provincial de Albacete es el órgano judicial superior de la provincia de Albacete (España).
Fue creada en 1870, se estructura en las secciones civil y penal y está presidida, desde 2014, por Cesáreo Monsalve.

## Historia
La Audiencia Provincial de Albacete fue creada el 15 de septiembre de 1870 por la ley provisional de organización del poder judicial, ampliada por la ley adicional a la orgánica del poder judicial de 14 de octubre de 1882.[cita requerida]
Su sección segunda fue creada el 28 de diciembre de 1988 por la ley orgánica de planta y demarcación del poder judicial a través de la reconversión de la Sala de lo Civil de la Audiencia Territorial de Albacete, que desapareció mediante esta ley para dar lugar al Tribunal Superior de Justicia de Castilla-La Mancha.

## Organización
El tribunal de justicia ejerce su jurisdicción sobre todo el territorio de la provincia y conoce de asuntos civiles y penales. Cuenta con dos secciones: una civil (sección primera) y una penal (sección segunda).

## Sede
La Audiencia Provincial de Albacete tiene su sede en el Palacio de Justicia de Albacete situado en la capital albaceteña.

## Presidencia
El presidente de la Audiencia Provincial de Albacete es el máximo representante del
poder judicial en la provincia de Albacete. Lo nombra el Consejo General del Poder Judicial
por un mandato de cinco años, pudiendo ser reelegido para el cargo. Compatibiliza las tareas
de gobierno y representación con la presidencia de una sección de la audiencia. El actual presidente de la Audiencia Provincial de Albacete es, desde 2014, Cesáreo Miguel Monsalve Argandoña.
Han sido presidentes de la Audiencia Provincial de Albacete: 
| Periodo         | Presidente                        |
| 1973-1974       | Antonio Fuentes Pérez             |
| 1974-1976       | Segismundo Martín-Laborda y Romeo |
| 1976-1987       | Flavio Martín Díaz                |
| 1987-1988       | Ángel Ruiz Aliaga                 |
| 1988-1998       | Eugenio Cárdenas Calvo            |
| 1998-2014       | Eduardo Salinas Verdeguer         |
| 2014-actualidad | Cesáreo Miguel Monsalve Argandoña |